# 斯卡日斯科縣

51°7′N 20°55′E / 51.117°N 20.917°E
斯卡日斯科縣（波蘭語：Powiat skarżyski），是波蘭的縣份，位於該國中部，由聖十字省負責管轄，首府設於斯卡日斯科-卡緬納，面積395平方公里，2006年人口80,024，人口密度每平方公里200人。